# Santa María la Mayor
Santa María la Mayor là một khu truyền giáo nằm ở huyện Santa María, thuộc tỉnh Misiones, Argentina. Đây là một trong nhiều khu truyền giáo được thành lập vào thế kỷ XVII bởi các tu sĩ dòng Tên ở Nam Mỹ trong thời kỳ thuộc địa Tây Ban Nha. Năm 1984, nó là một trong số bốn địa điểm ở Argentina được UNESCO công nhận là Di sản thế giới.

## Mô tả
Khu truyền giáo này được thành lập vào năm 1626, đến năm 1744 dân số tại đây là 993 người. Khu truyền giáo bị bỏ hoang sau khi các tu sĩ dòng Tên bị trục xuất khỏi thuộc địa Tây Ban Nha vào năm 1767. Ngày nay, khu truyền giáo chỉ còn là một tàn tích, và không được bảo tồn tốt được như San Ignacio Miní.